# Nationaal park Joegyd Va
Nationaal Park Joegyd Va (Russisch: Национальный парк «Югыд Ва») is een nationaal park in de Russische republiek Komi, in het uiterste noordoosten van Europa tegen de grens met het autonome district Chanto-Mansië. Het park werd op 23 april 1994 opgericht per decreet (№ 377/1994) van de regering van de Russische Federatie. In 1995 werd het park samen met het in 1930 opgerichte Biosfeerreservaat Petsjoro-Ilytsjski toegevoegd aan de lijst van natuurerfgoederen van UNESCO onder de werelderfgoedinschrijving «Maagdelijke wouden van Komi», verwijzend naar de ongerepte bossen die zich daar bevinden. De naam van het park betekent in het Zurjeens, "helder water". Nationaal Park Joegyd Va heeft een oppervlakte van 18.941,33 km². Ook werd er een bufferzone van 2.970,63 km² ingesteld.

## Kenmerken
Nationaal Park Joegyd Va bevindt zich in het stroomgebied van de Petsjora en ligt geografisch gezien in het westelijk deel van de Noordelijke Oeral en de Subarctische Oeral, tegen de grens met Azië. Het nationaal park kan bezocht worden vanuit de plaatsen Voektyl, Inta en Petsjora. Het hoofdkantoor van het park bevindt zich in de eerste stad en districtskantoren bevinden zich in de beide andere steden. Het park is voor ca. 65% bedekt met boreale bossen en vormen daarmee de grootste aaneensluiting van ongerepte bossen in Europa. Gebergten strekken zich uit van noord naar zuid over een lengte van ca. 300 km en creëren daarmee landschappen als bergtoendra en alpenweiden.
Het gedeelte binnen Nationaal Park Joegyd Va dat binnen de Subarctische Oeral valt, wordt gekenmerkt door zijn bergachtige terrein, de vele bergtoppen, diepe rivierdalen en gletsjers. De Subarctische Oeral buigt hier over een lengte van ca. 150 km in noordoostelijke richting en kent meerdere significante bergpieken, waaronder de Narodnaja (1.895 m), Mansiner (1.779 m), Kolokolnja (1.721 m), Manaraga (1.663 m) en anderen. Het gedeelte van Nationaal Park Joegyd Va dat binnen de  Noordelijke Oeral valt, begint hier vanaf de rivier Sjtsjoegor en loopt tot aan de bovenloop van de rivier Kosva. Hiertussen lopen een reeks parallelle ruggen, waarbij de Telpos-iz met een hoogte van 1.617 m de belangrijkste piek is.

## Flora en fauna
Er zijn meer dan 600 vaatplanten vastgesteld in Nationaal Park Joegyd Va. Hiervan staan er enkele soorten op de Russische rode lijst van bedreigde soorten, waaronder het vrouwenschoentje (Cypripedium calceolus), venusschoentje (Cypripedium guttatum), alpenwimpervaren (Woodsia alpina) en rozewortel (Rhodiola rosea). De belangrijkste bosvormende soorten zijn de Siberische spar (Picea obovata), Siberische zilverspar (Abies sibirica), Siberische den (Pinus sibirica), Siberische lariks (Larix sibirica), zachte berk (Betula pubescens) en ruwe berk (Betula pendula).
In Nationaal Park Joegyd Va zijn 43 soorten zoogdieren, 180 vogels en 21 vissen vastgesteld. Onder de zoogdieren bevinden zich de sneeuwhaas (Lepus timidus), gewone vliegende eekhoorn (Pteromys volans), hermelijn (Mustela erminea), wezel (Mustela nivalis), boommarter (Martes martes), otter (Lutra lutra), Euraziatische lynx (Lynx lynx), wolf (Canis lupus), poolvos (Alopex lagopus), veelvraat (Gulo gulo), bruine beer (Ursus arctos), eland (Alces alces) en rendier (Rangifer tarandus tarandus). In de bossen zijn het auerhoen (Tetrao urogallus) en hazelhoen (Tetrastes bonasia) algemeen en in de bergen leven ook korhoenders (Lyrurus tetrix) en moerassneeuwhoenders (Lagopus lagopus). Enkele opmerkelijke vissoorten zijn de Siberische vlagzalm (Thymallus arcticus), peledmarene (Coregonus peled) en taimen (Hucho taimen).

## Toerisme
Toeristische activiteiten die in het park plaatsvinden zijn onder andere raften, varen en bergbeklimmen in de zomer en Noords skiën in de winter. Vanwege de afgelegen locatie van het park is de schaal van het toerisme vooralsnog klein. Er wordt geschat dat het aantal toeristen jaarlijks op ± 4.000 ligt. Transport naar de nederzetting Baza Zjelannaja vindt plaats vanaf het treinstation van de stad Inta. Baza Zjelannaja wordt door bergbeklimmers gebruikt als startlocatie voor een meerdaagse trektocht naar de Narodnaja.
Joegyd Va is opengesteld voor toeristen, mits men een toestemmingsbewijs heeft. Deze dient voor bezoek aangevraagd worden.

## Galerij

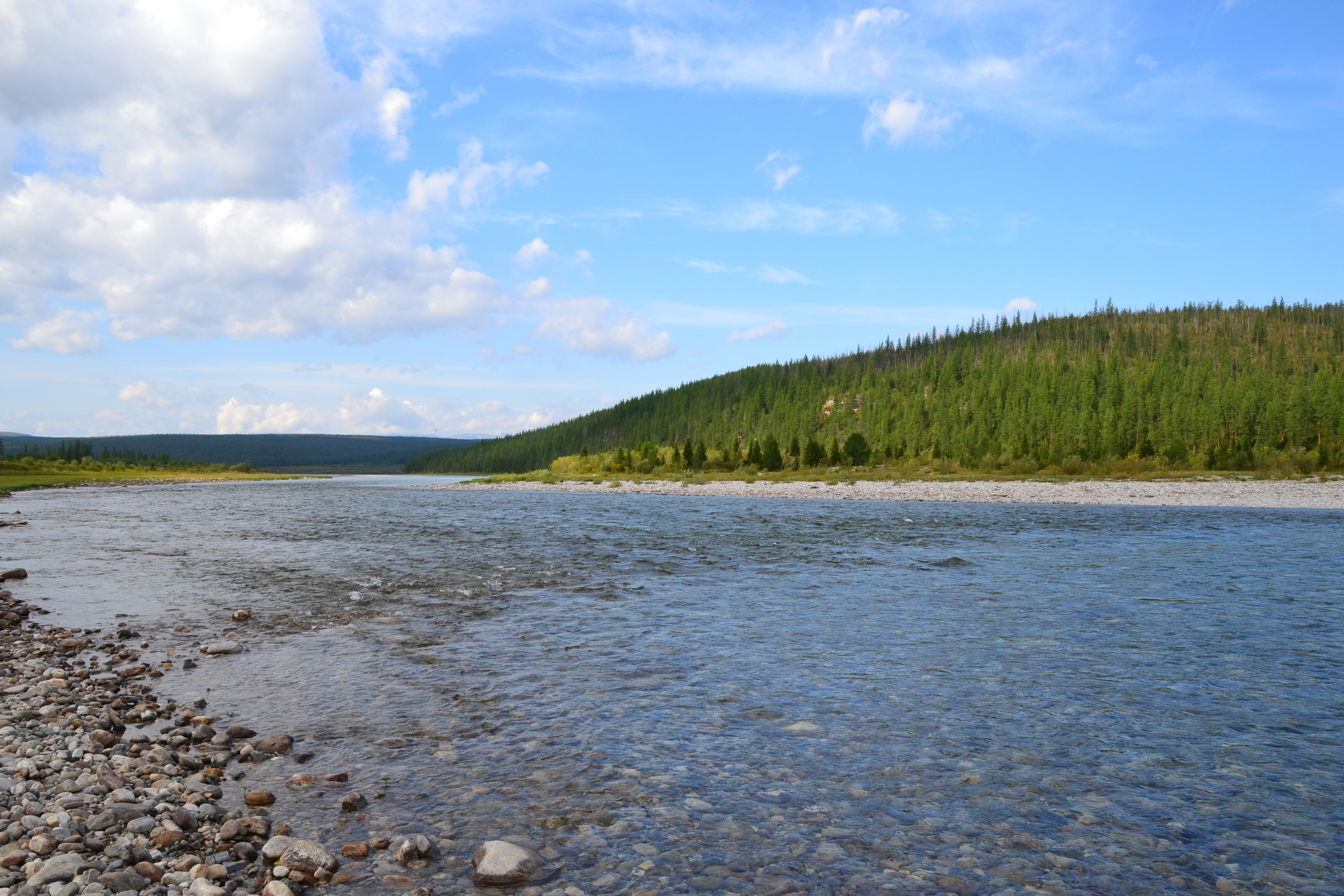
De rivier Kozjym.
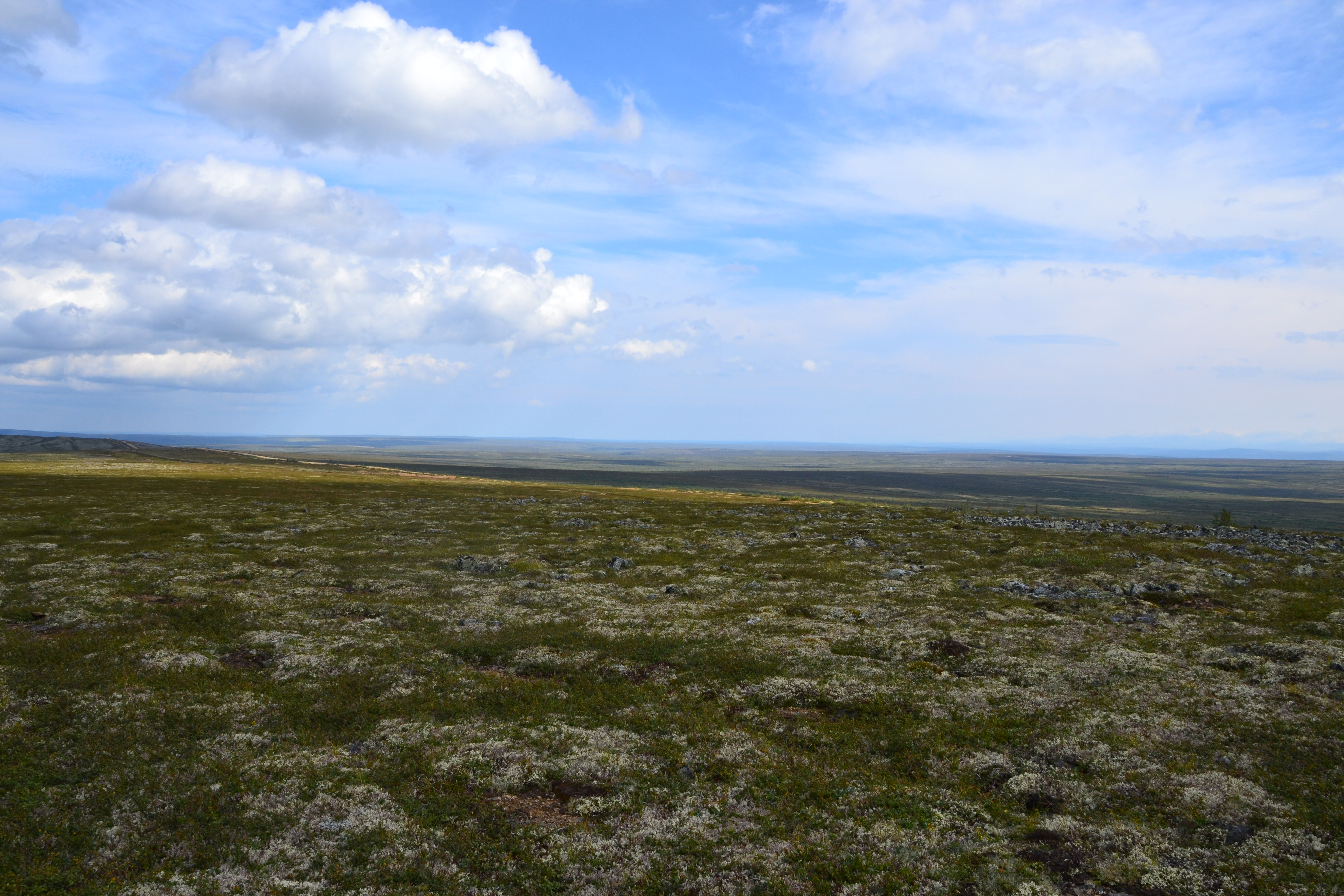
Bergplateau in het noorden van het nationaal park.
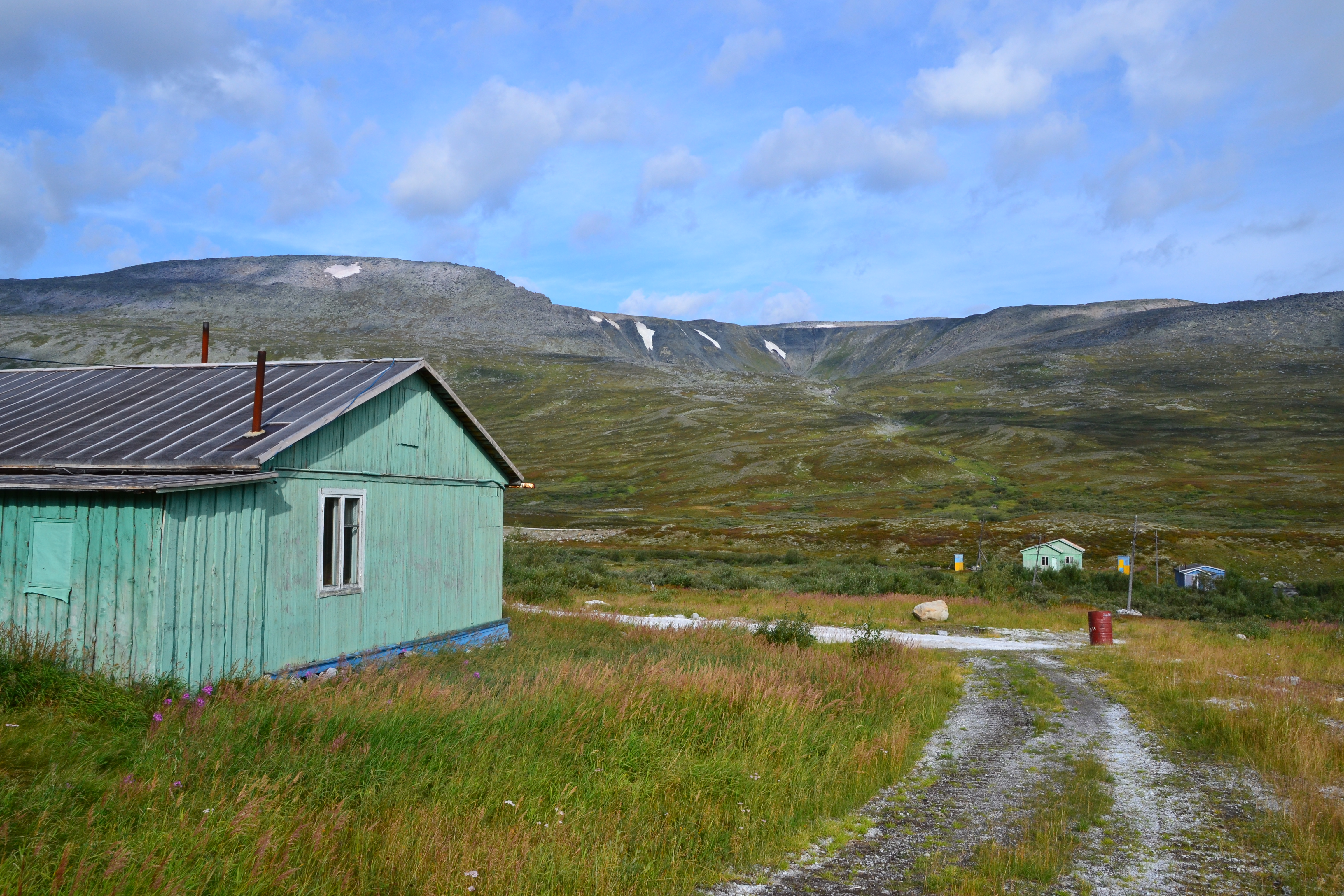
De nederzetting Baza Zjelannaja.
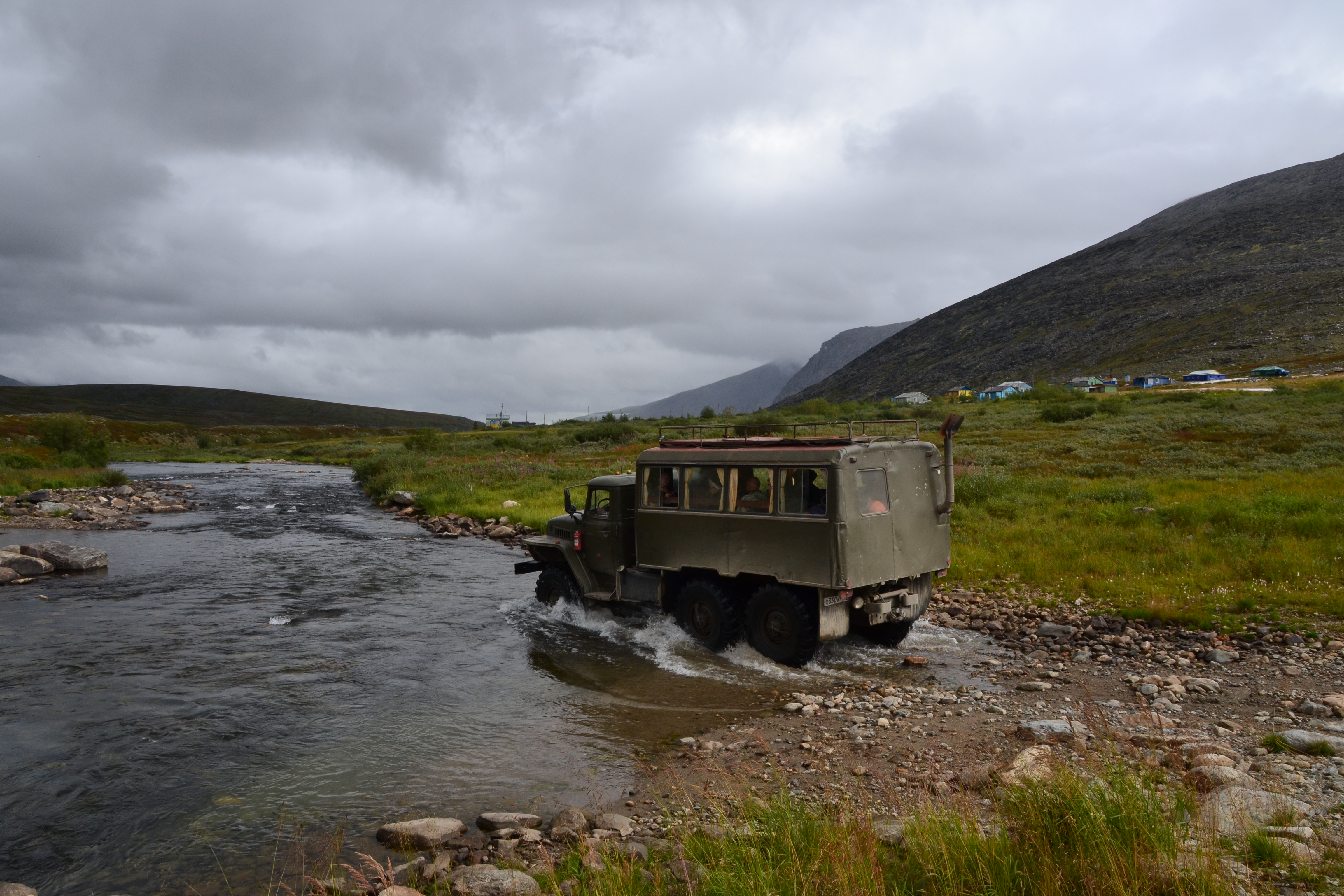
Transport per "Ural-Vachta", van en naar de nederzetting Baza Zjelannaja. Hier de rivier Balbanjoe doorkruisend.
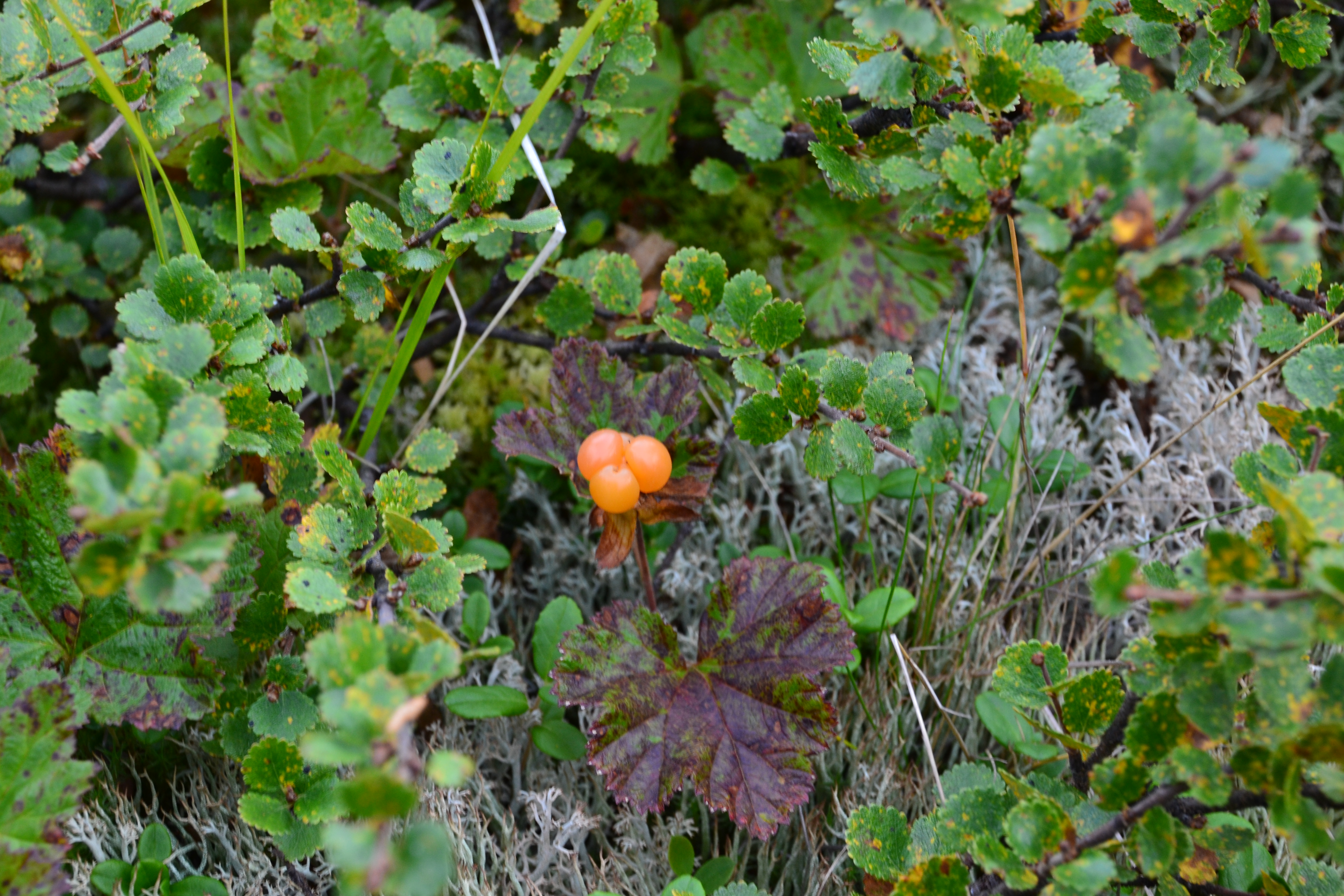
's Zomers is de kruipbraam (Rubus chamaemorus) veelvuldig aanwezig in Joegyd Va.
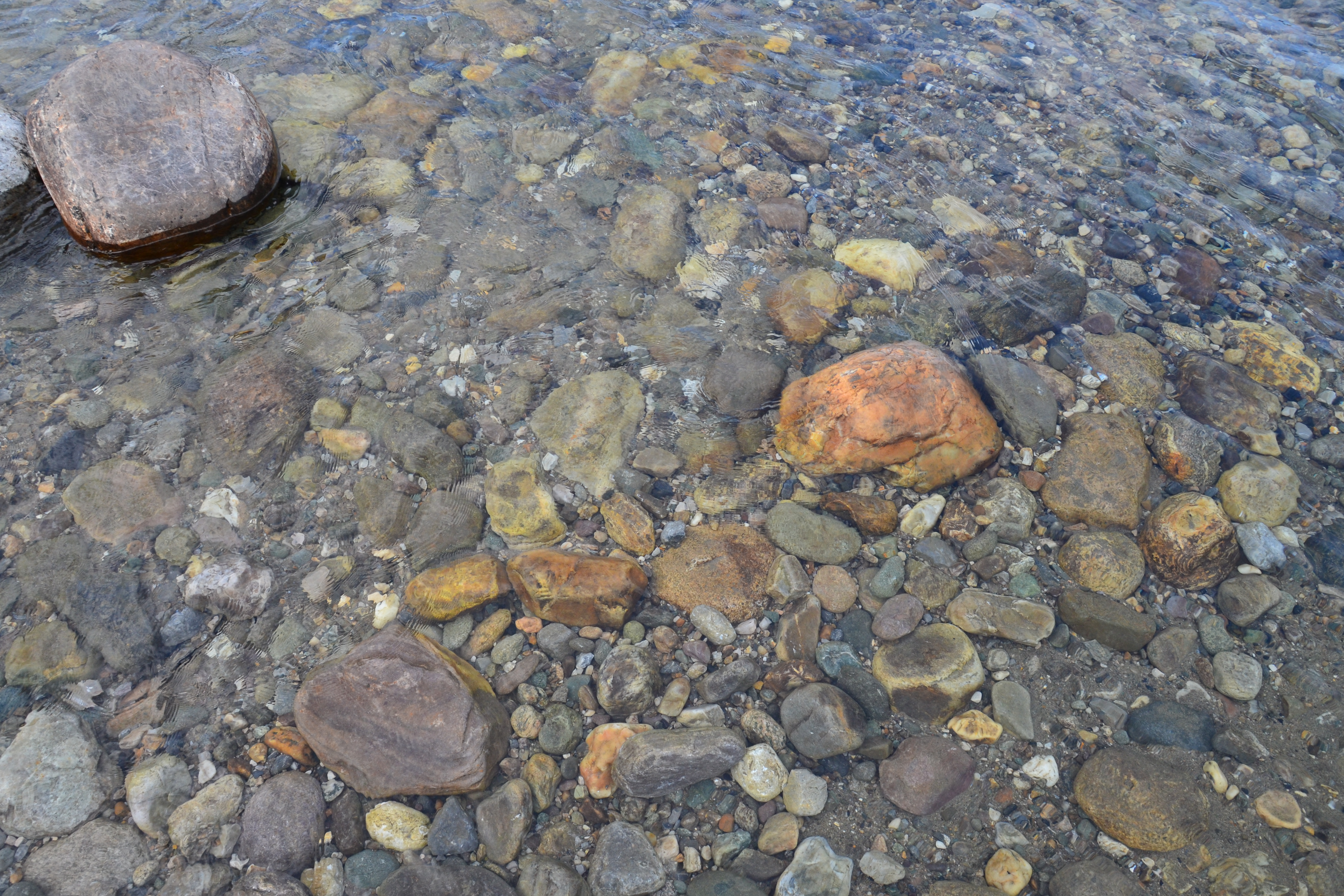
Het heldere water van de rivier Kozjym.
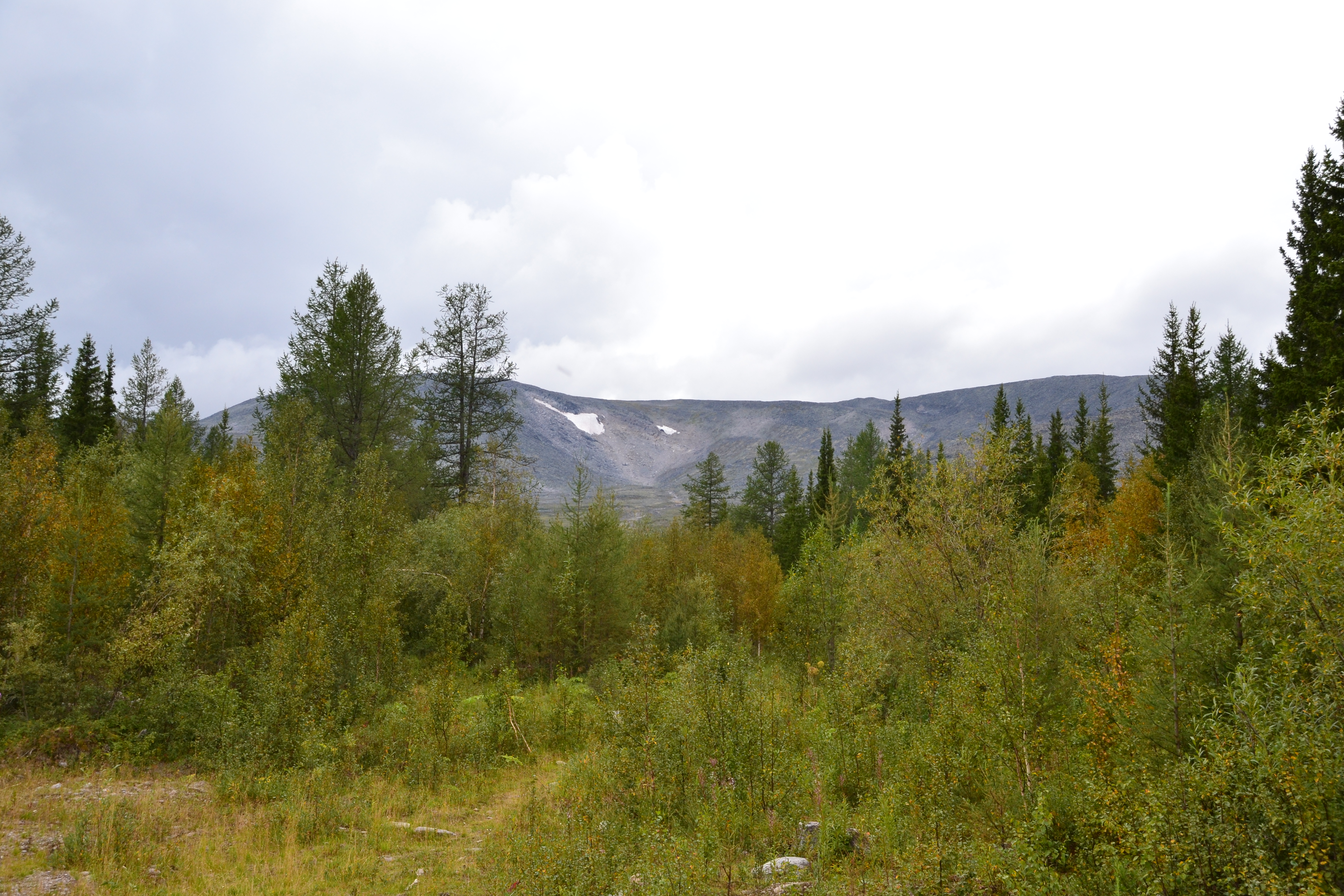
Hooggelegen berkenbos in Joegyd Va.

- Gemeinsame Normdatei: 4686126-9
- Virtual International Authority File: 242748977